# Acacia brownii
Espèce
Classification phylogénétique
Acacia brownii est une espèce de plantes à fleurs de la famille des Mimosaceae, ou des Fabaceae selon la classification phylogénétique. C'est un arbuste endémique à l'Australie.

## Description
C'est un arbuste au port érigé ou étalé. Il atteint entre 0,3 et 1 mètre de haut et a des phyllodes rigides et cylindriques. Les capitules globuleux jaunes apparaissent solitaires à l'aisselle des feuilles d'août à novembre, suivi de gousses incurvées qui font de 1,5 à 8 cm de long et 3 à 5 mm de large.

## Répartition et habitat
L'espèce se trouve dans un sol riche sableux ou argileux dans les forêts sclérophylles sèches du Victoria, Nouvelle-Galles du Sud et Queensland.

## Synonymes
- Acacia brownei orth. var. (Poir.) Steud.
- Acacia ulicifolia var. brownei orth. var. (Poir.) Pedley
- Acacia juniperina var. brownei orth. var. (Poir.) Benth.
- Mimosa brownii Poir.
- Racosperma brownii (Poir.) Pedley